# روبرت باركر (أستاذ جامعي)
روبرت باركر (بالإنجليزية: Robert Parker)‏ هو باحث في تاريخ العصور الكلاسيكية ومؤرخ بريطاني، ولد في 19 أكتوبر 1950.